# Hesketh 308D
O  308D  é o modelo da Hesketh da temporada de 1976 da F1. Foi guiado por Harald Ertl, Guy Edwards, Rolf Stommelen e Alex Ribeiro.